# 小行星9840
小行星9840是一颗围绕太阳公转的小行星。1988年9月8日，天文学家波爾·延森在霍尔拜克发现了此天体。
这颗小行星的绝对星等为251.7941218478988等。